# Људска права у Алжиру
Озбиљни изазови за људска права у Алжиру укључују значајна ограничења слободе удруживања, окупљања и кретања, уз државну контролу над слободом изражавања и штампе, широку корупцију, некажњивост службеника, прекомерну употребу истражног затвора, подстандардне затворске услове, затворенике злостављање, одсуство слободног правосуђа, насиље и дискриминација жена, ограничена радничка права и самовољна убиства од стране владиних агената. Током 2017. Human Rights Watch је известио да је алжирска влада све више прибегла кривичном гоњењу блогера, новинара и медијских личности због мирољубивог говора, путем чланака у кривичном закону земље који криминализују „вређање председника“, „вређање државних званичника“ и „оцрњивање ислама“, поред тога што је мирне демонстрације одбацио као „неовлашћена окупљања“.
Године 2011. алжирски председник Абделазиз Бутефлика, који је био на власти од 1999. до 2019. укинуо је ванредно стање које је било на снази од завршетка грађанског рата у Алжиру 2002. године, као резултат протеста Арапског пролећа, који се догодио широм арапског света.
Бутефлика је поднео оставку 2019. након вишемесечних протеста након изјаве о својој намери да се кандидује за пети председнички мандат. Након прелазног периода, Абделмадјид Теббоуне је изабран за председника, који се изјаснио у корист демонстраната. Упркос томе, Human Rights Watch је 2021. известио да је алжирска влада наставила да хапси и затвара демонстранте, активисте и новинаре из покрета Хирак, упоредо са изменама устава земље како би се ограничила слобода говора и додатно смањила независност правосуђа.
Алжир је од стране Фридом хауса категорисан као „неслободан“ откако је почео да објављује такве оцене 1972. године, са изузетком 1989, 1990. и 1991. године, када је земља означена као „делимично слободна“. У мери у којој постоји демократија у данашњем Алжиру, она је заснована на три закона:
- Закон о политичким партијама (1989, измењен и допуњен 1997), који је дозвољавао више политичких партија
- Закон о удружењима (1987, измењен 1990), који је дозвољавао оснивање удружења
- Закон о информисању (1990), који је отворио пут независним медијима.